# Федір (Фридерик) Острозький
Федір (Фридерик) Острозький — руський князь, військовик, активний учасник гуситських війн у Чехії. 

## Життєпис
Був сином князя Федора Острозького. 
Родинні місця покинув у 1422 році, щоб супроводжувати князя Сигізмунда Корибутовича, якого як свого намісника вислав до Чехії великий князь Вітовт.
Гусит-богатир, воював на території Чехії, Моравії, Словаччини. 1430 року разом з Якубом з Роґува, Яном Куропатвою напав і пограбував Ясногірський монастир і місто Ченстохову. Союзник Спитка III Мельштинського, наприкінці 1438 року вони напали й пограбували маєток краківського єпископа РКЦ («Ушевський ключ»). 